# Gauche Divine
La Gauche Divine (literalment 'esquerra divina' en francès) fou un moviment d'intel·lectuals i artistes d'esquerra de la dècada del 1960 i començaments de la del 1970 que sorgí entorn la discoteca Bocaccio de Barcelona. La majoria dels seus membres provenien de la burgesia i les classes altes de la capital catalana, entre els quals hi havia arquitectes, novel·listes, filòsofs, poetes, fotògrafs, editors, gent del cinema, models, dissenyadors i interioristes. La Gauche Divine va estar també lligada al moviment cinematogràfic anomenat Escola de Barcelona.
Els membres no tenien unes vinculacions polítiques clares, tot i anomenar-se d'esquerres. En l'època tardofranquista el grup es caracteritzà per fer ostentació d'un alliberament en les formes tradicionals d'entendre la vida. Els seus membres no formaven part de moviments polítics, tot i que alguns van passar a integrar-se en grups polítics durant la transició democràtica espanyola.
L'escriptor i periodista Joan de Sagarra va ser qui va batejar el grup amb el nom de Gauche Divine en una publicació al periòdic Tele/eXpres del 7 d'octubre de 1967 arran de la festa de presentació de Tusquets Editores a la sala Price.
Persones molt diverses en formaren part; entre d'altres, escriptors i poetes, com Félix de Azúa, Josep Maria Carandell, Anna Maria Moix i Meseguer, Terenci Moix, Jaime Gil de Biedma, José Agustín Goytisolo i Rosa Regàs; arquitectes i dissenyadors, com Òscar Tusquets, Ricardo Bofill, Oriol Bohigas i Elsa Peretti; cantants, com Guillermina Motta i Serrat; fotògrafs, com Colita, Oriol Maspons i Xavier Miserachs; models, com Teresa Gimpera, considerada musa del grup; editors, com Jordi Herralde, Esther Tusquets o Beatriz de Moura; gent del món del cinema, com Gonzalo Herralde i integrants de l'escola de Barcelona, com Gonzalo Suárez, Romà Gubern, Ricardo Franco o Vicente Aranda; i d'altres, com Jaume Perich, Maria Antònia Mir, Oriol Regàs, Eugenio Trías Sagnier, Serena Vergano, Albert Puig Palau i Lluís Serrat.